# Battaglia di Gonzales
La battaglia di Gonzales rappresenta il primo combattimento che aprì la cosiddetta Rivoluzione texana ed ebbe luogo il 2 ottobre 1835 nella cittadina di Gonzales, Texas Messicano, dove si fronteggiarono i coloni texani ribelli e un distaccamento dell'esercito messicano.

## Retroscena
Quattro anni prima le autorità messicane avevano dato ai coloni di Gonzales un piccolo cannone per difendersi dalle continue incursioni degli indiani Comanche.